# FC Excelsior Kaart
KFC Excelsior Kaart was een Belgische voetbalclub uit Kaart, een wijk van Brasschaat. De club was aangesloten bij de KBVB met stamnummer 4801 en had groen en wit als clubkleuren. De club speelde één seizoen in de hoogste afdeling van het Belgische vrouwenvoetbal.
In 2019 fusioneerde de club met het nabijgelegen Mariaburg VK tot Excelsior Mariaburg.

## Geschiedenis
De club sloot zich aan bij de Belgische Voetbalbond in 1947 als Excelsior Hoogboom. In 1964 werd de naam Hoogboom vervangen door Kaart. De mannenafdeling speelt sinds zijn oprichting in de provinciale reeksen.